# Rahm (Dortmund)
Rahm ist ein Stadtteil im Dortmunder Westen.

## Geschichte
In einer im Jahr 1249 durch die Äbtissin Berta von Arnsberg ausgestellten Urkunde wurde der Ort Rahm mit Everhardus de Rodehem erstmals erwähnt. Es folgen urkundlich 1258 Franco dictus Pincerna de Rodhem, 1268 Hildebrandus de Rodehem, 1303 Gotscalcus de Rodehem und 1368 ein Ernest van Rodehem. Mit ihm scheint das niederadelige Ministerialengeschlecht erloschen zu sein. Im Jahr 1566 wurde ein Hofbesitzer Herman tho Raem urkundlich erwähnt. 1705 erscheint erstmals der heutige Ortsname Rahm.
Rahm gehörte im Spätmittelalter und der Frühen Neuzeit mit eigener Bauerschaft (Radem) im Oberamt Bochum zur Grafschaft Mark. Laut dem Schatzbuch der Grafschaft Mark von 1486 hatten die vier Steuerpflichtigen Hofbesitzer in der Bauerschaft zwischen 14 oirt und 4 Goldgulden an Abgabe zu leisten. Im Jahr 1705 waren in der Baurschafft Rahm 12 Steuerpflichtige mit Abgaben an die Rentei Bochum im Kataster verzeichnet. Darunter 4 Hofbesitzer auch mit Abgaben an Haus Marten und 3 Hofbesitzer an Haus Wischlingen.
Die Deutung des Ortsnamens kann mit Siedlung auf/bei einer Rodung umschrieben werden.
Das Wachstum des bis dahin ausschließlich landwirtschaftlich geprägten Ortes begann im Jahre 1796 mit der Gründung der Bergmannbrauerei.
Die in den Jahren 1854–1856 durchgeführten erfolgreichen Probebohrungen führten im Jahr 1856 zum Zusammenschluss mehrerer Rahmer Bergwerke. Mit der Eröffnung der Emschertalbahn durch die Köln-Mindener Eisenbahn im Jahre 1878 hielt das Industriezeitalter endgültig auch in Rahm Einzug.
Im 19. Jahrhundert war Rahm eine Landgemeinde im Landkreis Dortmund und Amt Lütgendortmund. Ab 1886 kam die Gemeinde zum Amt Dorstfeld und hatte 1895 (plus 2 Wohnplätze) eine Fläche von 1,90 km². Es gab 41 Wohngebäude mit 90 Haushaltungen und 517 Einwohner.
Am 10. Juni 1914 wurde Rahm nach Dortmund eingemeindet.

## Geografie
Der Ort liegt auf einer Höhe von 83 m ü. NHN.

## Bevölkerung
Der Stadtteil Rahm gehört zum statistischen Bezirk Jungferntal-Rahm.
Zum 31. Dezember 2018 lebten 1131 Einwohner in Rahm.
Bevölkerungsstruktur im statistischen Unterbezirk Rahm (2018):
- Bevölkerungsanteil der unter 18-Jährigen: 14,3 % [Dortmunder Durchschnitt: 16,2 % (2018)][7]
- Bevölkerungsanteil der mindestens 65-Jährigen: 24,0 % [Dortmunder Durchschnitt: 20,2 % (2018)][8]
- Ausländeranteil: 9,3 % [Dortmunder Durchschnitt: 18,2 % (2018)][9]
- Arbeitslosenquote: 7,7 % [Dortmunder Durchschnitt: 9,8 % (2018)][10]

| Jahr      | 2003 | 2008 | 2013 | 2018 |
| --------- | ---- | ---- | ---- | ---- |
| Einwohner | 1098 | 1067 | 1039 | 1131 |

## Verkehr

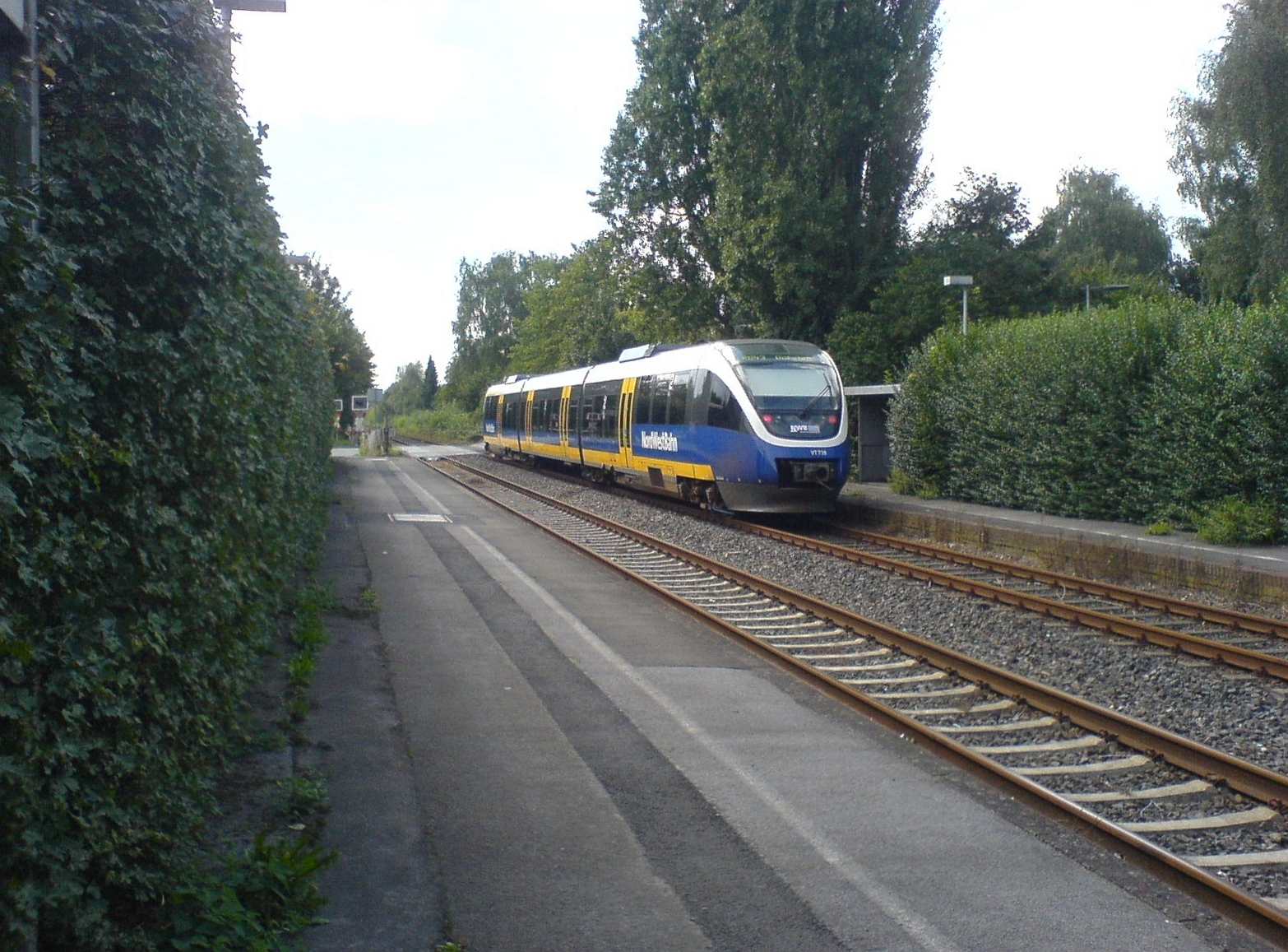
Haltepunkt Dortmund-Rahm der Emschertalbahn

In Dortmund-Rahm befindet sich der Haltepunkt Dortmund-Rahm an der Bahnstrecke Dortmund–Herne der Emschertalbahn (RB 43). Sie verkehrt einmal in der Stunde zwischen Dortmund und Dorsten.
| Linie | Verlauf | Takt   |
| ----- | --- | ------ |
| RB 43 | Emschertal-Bahn: Dorsten – Feldhausen – Gladbeck-Zweckel – Gladbeck Ost – Gelsenkirchen-Buer Süd – Gelsenkirchen Zoo – Wanne-Eickel Hbf – Herne – Herne-Börnig – Castrop-Rauxel Süd – Castrop-Rauxel-Merklinde – Dortmund-Bövinghausen – Dortmund-Lütgendortmund Nord – Dortmund-Marten – Dortmund-Rahm – Dortmund-Huckarde Nord – Dortmund Hbf Stand: Fahrplanwechsel Dezember 2021 | 60 min |

Über die Anschlussstelle Dortmund-Hafen der Bundesautobahn 45 ist Dortmund-Rahm an das Bundesfernstraßennetz angeschlossen.